# Yuichi Maruyama
Yuichi Maruyama (丸山 祐市 Maruyama Yūichi?), född 16 juni 1989, är en japansk fotbollsspelare som spelar för Nagoya Grampus.

## Klubbkarriär
I juli 2018 värvades Maruyama av Nagoya Grampus.

## Landslagskarriär
Maruyama debuterade för Japans landslag den 11 oktober 2016 i en 1–1-match Australien.